# フォーチュン (インターネット企業)
株式会社フォーチュン（英: Fortune Inc.）は、東京都中央区に本社を置き、医療従事者系求人ポータルサイトや学習支援サイト、夢応援サイトなどを企画・運営する日本のインターネット企業である。

## 沿革
- 2006年（平成18年）
  - 9月- 株式会社フォーチュンを設立
  - 10月- 薬剤師限定の求人サイト「薬剤師求人.com」オープン
  - 12月- 医療関係者のためのコミュニティサイト「WOWDI」オープン
- 2007年（平成19年）
  - 3月- 業務拡大のため、オフィスを渋谷から神保町へ移転
  - 12月- 看護師限定の求人サイト「看護師求人.com」オープン
- 2008年（平成20年）
  - 4月- ドラッグストア限定の求人サイト「ドラッグストア求人.com」オープン
  - 5月- 医師限定の求人サイト「医師求人.jp」、登録販売者限定の求人サイト「登録販売者求人.jp」オープン
- 2009年（平成21年） - 10月- 夢実現サイト「wishnote」オープン
- 2010年（平成22年）
  - 2月- 調剤薬局限定の求人サイト「調剤薬局求人.com」オープン
  - 3月- 中学生向けe-larningサイト「夢ドリル.com」オープン
  - 4月- 医療職限定の求人サイト「メディカル求人.com」オープン
  - 6月- 医療ツーリズムに関する情報サイト「メディカルツーリズム.com」オープン
  - 9月- wishnoteの姉妹サイト「wishnote×女子会」オープン[注釈 1]
  - 11月- 新卒向け薬剤師求人サイト「薬学生就職応援ナビ」オープン
- 2011年（平成23年）
  - 3月- TOEICのe-larningサイト「解きまくりforTOEICRTEST」オープン
  - 6月- 「ARIGATO” from Japan (Many thanks from Japan for support to Japan)」オープン
  - 10月- 業務拡大のため、オフィスを千代田区神保町から千代田区一番町に移転
- 2015年（平成27年）
  - 4月- 業務拡大のため、オフィスを千代田区一番町から中央区京橋に移転
  - 11月- 薬剤師のためのナレッジ共有サイト「YaQuu（ヤキュー）」オープン

## 運用サイト
- 薬剤師求人.com（薬剤師向け求人ポータルサイト）[注釈 2]
- 看護師求人.com（看護師向け求人ポータルサイト）[注釈 3]
- 医師求人.jp（医師向け求人ポータルサイト）[注釈 4]
- 登録販売者求人.jp（登録販売者向け求人ポータルサイト）[注釈 5]
- メディカル求人.com（医療従事者向け求人ポータルサイト）[注釈 6]
- 夢ドリル.com（中学生向け学習e-learning）[注釈 7]
- YaQuu（ヤキュー）（薬剤師向けナレッジ共有サイト）[注釈 8]
- Wishnote（夢実現サイト）[注釈 9]
- wishnote薬剤師（薬剤師・薬学生向け夢管理ツール）[注釈 10]
- “ARIGATO” from Japan (Many thanks from Japan for support to Japan)（キャンペーンサイト）[注釈 11]
- メディカルツーリズム.com（「メディカルツーリズム®」情報サイト）[注釈 12]
- WowDI（医療関係者専用コミュニティサイト）[注釈 13]